# Orla (Talmoed)
Orla (Hebreeuws: ערלה; letterlijk eerste vruchten) is het tiende traktaat van de Orde Zeraïem van de Misjna en de Talmoed.
Het traktaat Orla gaat over het verbod de vruchten die een boom gedurende de eerste drie jaar levert, te gebruiken en bestaat uit drie hoofdstukken.
Het traktaat komt niet in de Babylonische Talmoed voor, aangezien hiervan geen Gemara (rabbijns commentaar op de Misjna) bestaat. In de Jeruzalemse Talmoed komt dit traktaat echter wel voor en beslaat het 20 folia. De wetten met betrekking tot de Orla worden ook besproken in de Tosefta.